# L'amour est une fête
Pour plus de détails, voir Fiche technique et Distribution.
L'amour est une fête est un film français réalisé par Cédric Anger, sorti en 2018.

## Synopsis
À Paris, en 1982. Franck et Serge sont les patrons d'un peep show nommé Le Mirodrome. Criblés de dettes, ils décident pour se relancer de produire et tourner des petits films pornographiques avec leurs danseuses. Mais leur succès rapide va attirer la convoitise de leurs concurrents. Un soir, des hommes cagoulés font irruption et détruisent Le Mirodrome. Ces derniers ne savent pas que Franck et Serge sont en réalité Martin et Georges, des policiers infiltrés. Leurs supérieurs les ont chargés d'enquêter sur le blanchiment d'argent dans l'industrie du porno parisien, principalement sur le producteur Maurice Vogel. C’est le début d’une aventure dans le cinéma pornographique du début des années 1980 qui les entraîne loin.

## Fiche technique
- Titre français : L'amour est une fête
- Réalisation et scénario : Cédric Anger
- Photographie : Thomas Hardmeier
- Montage : Julien Leloup
- Musique : Grégoire Hetzel
- Décors : Katia Wyszkop
- Costumes : Jürgen Doering et Laure Villemer
- Producteurs : Olivier Delbosc et Anne Rapczyk
  - Producteur délégué : Christine de Jekel
  - Producteur associé : Emilien Bignon, Beata Saboova et Martin Metz
- Sociétés de production : Curiosa Films, Sunrise Films, Mars Films et UMedia
  - SOFICA : A+ Images 8, Cinémage 12, Manon 8, Palatine Etoile 15
- Sociétés de distribution : Mars Distribution (France)
- Pays d'origine :  France
- Genre : comédie policière
- Durée : 119 minutes
- Dates de sortie :
  -  France : 19 septembre 2018
- Film interdit aux moins de 12 ans lors de sa sortie en France

## Distribution
- Guillaume Canet : Martin, alias Franck
- Gilles Lellouche : Georges, alias Serge
- Michel Fau : Maurice Vogel
- Camille Razat : Virginie, alias Caprice
- Xavier Beauvois : Henri Pachard
- Elisa Bachir Bey : Mélissa
- Joséphine de La Baume : Linda
- Quentin Dolmaire : Vincent
- Clémentine Baert : Nathalie
- Xavier Alcan : Baccardi
- Louis-Do de Lencquesaing : le propriétaire du château
- Jean-Louis Barcelona : Bite de singe
- Matthieu Dessertine : Marc
- Jade Laroche : Lola Herrera
- Marc Brunet : Georges Chalvat
- Alban Ceray : Michel
- Marilyn Jess : Nadine
- Guillaume Verdier : Lionel
- Frédéric Merlo : Robert, le chef opérateur
- Jean Abeillé : le père de Vogel
- Lucie Debay : Alex
- Antonythasan Jesuthasan : Hakim

## Production

### Genèse et développement
Le réalisateur-scénariste Cédric Anger voulait depuis longtemps faire un film sur l'industrie pornographique française des 1970-1980 : 

« Le cinéma pornographique français de ces années-là est inséparable de la libération des mœurs post-68. Il est fabriqué avant tout par des gens qui s’amusent, pour qui ces tournages sont des moments de vacances et de plaisir. Il faut bien comprendre qu’ils ne tournaient pas ces films par nécessité financière, mais parce qu’ils en avaient envie. D’ailleurs la plupart des actrices, acteurs et réalisateurs de cette époque sont plutôt des petits-bourgeois branchés, qui aiment faire la fête et ne se soucient pas trop du lendemain. Brigitte Lahaie par exemple était fille de banquier, elle a tourné par plaisir, pour s’affirmer et puis pour provoquer sa famille. La plupart de ces actrices vivaient leur métier de façon naturelle. Si certaines étaient payées au « black », la majorité avait droit aux congés spectacles et aux Assedic, comme les autres actrices. Les acteurs, pareil. »

— Cédric Anger
Cédric décide de situer l'intrigue en 1982 :

« Des établissements comme ça, il y en avait partout, c’est difficile de se rendre compte aujourd’hui. Ce monde-là a disparu. En 1982, le ministère de la Culture a commencé à appliquer la loi X à la lettre, avec une rigueur policière. Ensuite, 1982 est une des dernières années du cinéma porno tourné en pellicule, dont je crois le dernier film est de début 1984. Dorcel commence à tourner en vidéo en 1979, début quatre-vingt ça se généralise peu à peu. Il faut dire que là où un film coûtait deux à trois cent mille francs, tout d’un coup il n’en coûte plus que dix mille. Mais en 1982, il y a encore pas mal de monde qui tourne en pellicule et qui veut « faire cinéma ». À partir de 1983-1984, la consommation changera également avec l’avènement du magnétoscope et le porno mensuel de Canal+ en 1985. Enfin, 1982, c’est surtout la dernière année de légèreté post-68 en ce qui concerne la sexualité. En 1983, le sida fait les gros titres. Et tout change. C’est pour cela aussi qu’on termine sur un coucher de soleil. Ce n’est pas seulement l’âge d’or du porno qui se termine, c’est une forme d’insouciance. »

— Cédric Anger

### Attribution des rôles
Guillaume Canet est à nouveau dirigé par Cédric Anger, après La prochaine fois je viserai le cœur (2014). Par ailleurs, il s'agit du huitième ensemble pour Guillaume Canet et Gilles Lellouche, après Mon idole (2002), Narco (2004), Ne le dis à personne (2006), Les Petits Mouchoirs (2010), Les Infidèles (2012), Rock'n Roll (2017), et se retrouveront pour Le Grand Bain (2018) et Nous finirons ensemble (2019).

### Tournage
Le tournage a eu lieu à Paris.

### Musique
La musique du film est composée par Grégoire Hetzel, qui collabore à nouveau avec Cédric Anger, après Le Tueur (2007), L'Avocat (2011) et La prochaine fois je viserai le cœur (2014).
Liste des titres
N.B. : toute la musique est composée par Grégoire Hetzel, sauf exceptions notées
1. Un tournage réussi
2. Un ora sola ti vorrei - interprété par Ornella Vanoni (Bertini/Marchetti)
3. Maurice, à l'aube
4. Clichés - Alain Kan (Alain Michel Zisa)
5. Franck a une idée
6. Pardon, Mitterrand (Constance Verluca)
7. Jésus (Constance Verluca)
8. Japanese Boy - interprété par Aneka (Robert Heatly)
9. L'Amour est une fête
10. Sur ma musique - interprété par Sonia (Johnny Rech / James-Jacques Bolden)
11. Jungle track (Grégoire Hetzel / Constance Verluca)
12. Arrivée chez Maurice - La piscine
13. Dans la forêt
14. La loge
15. Say It Ain't So, Joe - interprété par Murray Head
16. Amour Grégoire
17. Fin de tournage

Autres titres et morceaux présents dans le film
- Cum On Feel The Noize - Slade
- I Love Video - New Paradise
- Fuel Injection - Alan Hawkshaw
- Ah-Hem-Ho-Hu-Err - Christine Pilzer
- Skyracer - Manfred Schoof & Uwe Buschkotter
- Accords magiques - Bertrand Commere & Jean-François Berger
- Swiss Moods - Olivia Gray & W Viteka
- Skaffolding - Aldo Giovanni & Claude Pelouse
- Town Called Malice - The Jam
- Do It For me - Jennifer
- Take It on the Run - REO Speedwagon
- Living In The Plastic Age - The Buggles
- Midnight Blue - Louise Tucker
- Concerto pour piano nº 5 Op.73 - Ludwig van Beethoven
- For You Only - Eryk Kulpowicz
- Concerto pour clarinette en la majeur K622 - Wolfgang Amadeus Mozart
- Concerto Grosso Op.6 n08 - Arcangelo Corelli